# Foxi (Quartu Sant'Elena)
Foxi (AFI: /ˈfoʒi/) è una località conosciuta per l'omonima torre.

## Geografia fisica

### Territorio
Foxi dista (in linea d'aria) 5.8 km da Quartu Sant'Elena che si può raggiungere attraverso la Strada Provinciale 17.

### Siti archeologici
Nel litorale è presente la Torre di Foxi, si tratta di una torre a forma tronco-conica, in pietra calcarea, eretta dagli Aragonesi quale sistema difensivo era di proteggere il golfo di Cagliari da eventuali attacchi dal mare. 
È costituita da un unico ambiente, situato al primo piano, che poggia su una cisterna atta all'approvvigionamento dell'acqua.
Secondo Michele Moncada, la data di completamento dell'opera risalirebbe al 1578.